# جوایز کرنگ!
جوایز کرنگ! (به انگلیسی: The Kerrang! Awards) یک نمایش سالانهٔ جوایز موسیقی در بریتانیا بود که توسط مجلهٔ موسیقی کرنگ! تأسیس شد و عمدتاً بر موسیقی راک تمرکز داشت. جوایز سالانه، اجرای هنرمندان برجسته را به نمایش می‌گذارد، و برخی از جوایز مورد علاقهٔ بیشتر در یک مراسم تلویزیونی ارائه می‌شوند.

## تاریخچه
از آنجایی که آنها در سال ۱۹۹۴ شروع به کار کردند، جوایز کرنگ! یکی از شناخته‌شده‌ترین رویدادهای جوایز بریتانیا توسط کتاب منحل‌شدۀ گینس تک‌آهنگ‌ها و آلبوم‌های موسیقی بریتانیا شد، که اغلب برخی از برندگان را در جمع‌بندی سالانهٔ شان در سال گذشته فهرست می‌کند. این رویداد توسط مشاهیر بزرگ موسیقی ارائه می‌شود و بسیاری دیگر خارج از صنعت موسیقی که در این رویداد شرکت می‌کنند، برخی وقت‌ها جوایز را اهدا می‌کنند که یکی از نمونه‌های آن جودی مارش در سال ۲۰۰۳ است که جایزهٔ بهترین گروه موسیقی بریتانیایی آنها را به گروه Feeder اهدا کرد.
شاید یکی از رویدادهای قابل توجه در طول تاریخ ۲۸ سالۀ جوایز، مراسم سال ۲۰۰۰ باشد که در آن گروه اسلپ‌نات پس از برنده شدن بهترین گروه موسیقی جهان، میز خود را آتش زد. لاست‌پرافیتس تقریباً اولین گروهی بود که سه بار پیاپی جایزۀ بهترین گروه موسیقی بریتانیا را دریافت کرد، اما در سال ۲۰۰۸ مقابل بولت فور مای ولنتاین شکست خورد، که بعداً در سال ۲۰۱۰ به جانشینی دست یافت. از آن زمان پیشنهاد شده است که از زمان محکومیت ایان واتکینز، خوانندۀ لاست‌پرافیتس جوایز گروه باید لغو شوند. ترتی سکندز تو مارس رکورد بیشترین برد بهترین تک‌آهنگ را با سه برد دارد. این گروه همچنین اولین هنرمندی است که در دو سال متوالی برندۀ بهترین تک‌آهنگ جوایز کرنگ! ۲۰۰۷ و جوایز کرنگ! ۲۰۰۸ شده است. بسیاری از شرکت‌های بین‌المللی، از جمله آیلند رکوردز، Orange Music Electronic Company و مارشال امپلیفیکیشن، در حمایت از دسته‌های مختلف جوایز مشارکت داشتند.

## دسته‌بندی‌ها
از مراسم ۲۰۱۸، جایزه‌های زیر در جوایز کرنگ! اهدا شد.
- بهترین آهنگ (قبلا «بهترین تک‌آهنگ»)
- بهترین آلبوم
- بهترین گروه موسیقی بریتانیایی
- بهترین گروه بین‌المللی
- بهترین پیشرفت بریتانیا
- بهترین پیشرفت بین‌المللی
- بهترین اجرای زنده بریتانیایی
- بهترین اجرای زنده بین‌المللی
- افسانه کرنگ!
- الهام گرفتن کرنگ!
- نماد کرنگ!

## پخش‌های تلویزیونی
اولین باری که این جوایز از تلویزیون پخش شد، در سال ۲۰۰۱ از طریق یک ضبط در کانال ۵ در بریتانیا بود، و کانال ۴ نیز تا سال ۲۰۰۴ یک قطعه ضبط شده را در اواخر شب نمایش داد. جوایز سال ۲۰۰۷ در کانال موسیقی که اکنون منقرض شده است، و جوایز سال ۲۰۰۸ در کانال موسیقی جدید 4Music که متعلق به کانال ۴ است، پخش شد. در روزهای اولیه اهدای این جایزه، ام تی وی بریتانیا و ام تی وی اروپا به برندگان جایزه نشان می‌دادند که جایزهٔ خود را در کنار یک مصاحبه جمع‌آوری می‌کنند. از سال ۲۰۰۱ مراسم اهدای جوایز از تلویزیون کرنگ! پخش می‌شود. با این حال، مراسم ۲۰۱۸ از تلویزیون پخش نشد. اخیراً، این مراسم به صورت زنده در یوتیوب پخش شده است و نکات برجسته بعداً در کانال کرنگ! بارگذاری شده است.